# Roehampton
Roehampton er en forstad sydvest for det centrale London i London Borough of Wandsworth og i postdistriktet Putney SW15.

## Etymologi
Roe i byens navn menes at referere til det store antal råger, der fortsat bor i området.
51°27′22″N 0°14′09″V / 51.4561°N 0.2359°V